# Endlessly
Endlessly  je drugi studijski album velške pjevačice i skladateljice Aimée Ann Duffy, poznate kao Duffy.

## Popis pjesama
1. "My Boy" - 3:27
2. "Too Hurt to Dance" - 3:15
3. "Keeping My Baby" - 2:49
4. "Well, Well, Well" - 2:45
5. "Don't Forsake Me" - 4:01
6. "Endlessly" - 2:59
7. "Breath Away" - 4:12
8. "Lovestruck" - 2:52
9. "Girl" - 2:26
10. "Hard for the Heart" - 4:57